# Onychocepon harpax
Onychocepon harpax là một loài chân đều trong họ Bopyridae. Loài này được Pérez miêu tả khoa học năm 1921.